# Freifahrtschein

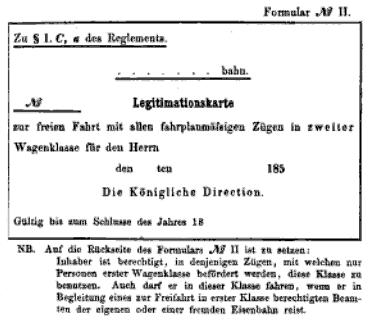
Muster eines Freifahrscheins 1854

Ein Freifahrtschein (auch: Freifahrschein) ist eine kostenlos überlassene Fahrkarte. Der Begriff wird auch als Metapher verwendet im Sinne einer weitreichenden Vorabgenehmigung ohne Kontrolle.
Heutzutage erhalten in vielen Ländern Schüler Freifahrscheine im Rahmen der Schülerbeförderung. Auch Angehörige der Polizei, des Zolls, der Bundeswehr oder der Landeskriminalämter erhalten einen solchen Schein im Dienst und zur wöchentlichen Heimfahrt.

## Geschichte

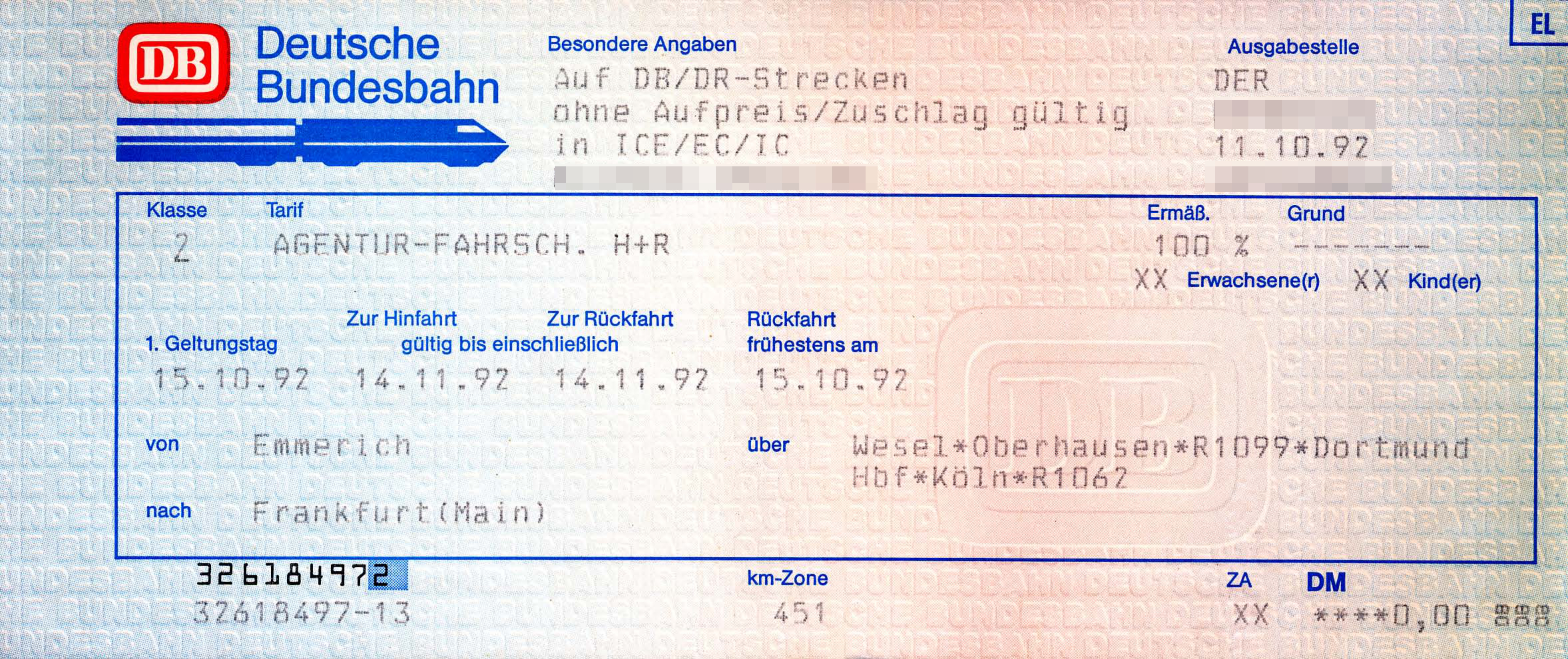
Freifahrschein der Deutschen Bundesbahn 1992 für einen Reisebüromitarbeiter. Reisebüros mit DB-Lizenz erhielten eine bestimmte Anzahl Freifahrscheine pro Jahr

Seit dem Beginn des Eisenbahnbaus im 19. Jahrhundert wurden Freifahrtscheine für bestimmte Personengruppen ausgegeben. So erließ z. B. am 16. Januar 1854 der preußische Handelsminister ein „Reglement, die freien Fahrten auf der Eisenbahn betreffend“. Freifahrtscheine erhielten demnach die (leitenden) Mitarbeiter der Bahngesellschaft sowie bestimmte Insassen von Waisenhäusern und Arbeiter und Handwerker im Dienst.
Heute bestehen Ansprüche auf Unentgeltliche Beförderung für einen Teil der Schwerbehinderten. In vielen Ländern erhalten Schüler Freifahrscheine im Rahmen der Schülerbeförderung. Auch Angehörige der Polizei, des Zolls, der Bundeswehr oder der Landeskriminalämter erhalten einen solchen Schein im Dienst und zur wöchentlichen Heimfahrt.
Mitarbeiter von Eisenbahn- und anderen Verkehrsunternehmen erhalten ebenfalls Freifahrten und andere Fahrvergünstigungen wie Mitarbeiterermäßigungen. Der Umfang ist unterschiedlich, von der Nutzung nur der eigenen Verbindungen bis zu Freifahraustausch im internationalen Rahmen über gegenseitige Vereinbarungen bis zur Mitgliedschaft in der Vereinigung FIP. Freifahrt als Deputat ist bei Eisenbahnunternehmen seit der Anfangszeit üblich.

### Für Abgeordnete
Als Freifahrtschein, Freifahrt oder Freie Fahrt bezeichnet man auch das Recht eines Parlamentariers, die Eisenbahn entgeltfrei zu nutzen.
Im Deutschen Reich wurde die Freie Fahrt für Reichstagsabgeordnete 1874 eingeführt. Sie war als ein Ausgleich dafür gedacht, dass die Abgeordneten (bis 1906) keine Diäten erhielten. Ursprünglich sollte es nur um die Fahrt vom Wohnort zur Hauptstadt gehen, die für die einzelnen Abgeordneten unterschiedlich weit war. Doch viele Abgeordneten nutzten den Freifahrtschein, um durch das Land zu reisen und politische Agitation zu betreiben. Ein solcher Abgeordneter war Ludwig Windthorst von der katholischen Zentrumspartei, von dem es hieß, er habe drei Reden an drei Orten an einem einzigen Tag halten können. 1881 reiste er zwei Wochen lang in Wahlkreise vom Ruhrgebiet bis an den Bodensee.
Weniger begabte Redner, wie Reichskanzler Otto von Bismarck, mokierten sich über solche Reisetätigkeit. Zwischen den Haupt- und Stichwahlen 1884 gelang es ihm zu erreichen, dass der Bundesrat die Freie Fahrt wieder abschaffte. Aber in diesen zehn Jahren hatte sie erheblich dazu beigetragen, populäre, national bekannte Politiker mit den Ortsgruppen zusammenzubringen. Margaret Lavinia Anderson spricht von einer Nationalisierung der politischen Arena. Erst 1906 wurde die Freie Fahrt wieder eingeführt.
Die Abgeordneten des Bundestags erhalten eine Netzkarte der Deutschen Bahn, diese darf aber nur für die Ausübung des Mandats benutzt werden. Ansonsten werden dienstliche Reisekosten eines Abgeordneten nach Einzelfall erstattet.
Siehe auch: Bonusmeilen-Affäre

## Belege
1. ↑  Freifahrschein, der. In: www.duden.de. Abgerufen am 10. April 2015.
2. ↑  "Reglement, die freien Fahrten auf der Eisenbahn betreffend"
3. ↑  Margaret Lavinia Anderson: Lehrjahre der Demokratie. Wahlen und politische Kultur im Deutschen Kaiserreich. Franz Steiner Verlag, Stuttgart 2009 (Beiträge zur Kommunikationsgeschichte 22) S. 427.
4. ↑  Margaret Lavinia Anderson: Lehrjahre der Demokratie. Wahlen und politische Kultur im Deutschen Kaiserreich. Franz Steiner Verlag, Stuttgart 2009 (Beiträge zur Kommunikationsgeschichte 22) S. 429.
5. ↑   Bundestag.de (Memento vom 21. August 2010 im Internet Archive), Abruf am 7. August 2010.